# フラカンのマイ・ブルー・ヘブン
『フラカンのマイ・ブルー・ヘブン』は、日本のロックバンド、フラワーカンパニーズのアルバム。1996年2月21日、アンティノスレコードよりリリース。

## 概要
- 前作より約9ヶ月ぶりのアルバム。
- 後述「フラカンのマイ・ブルー・ヘヴン+5」の発売に伴い現在は廃盤。

## 収録曲
特記以外全作詞：鈴木けいすけ　全編曲：フラワーカンパニーズ
1. マイ・ブルー・ヘブン (2:49)
作詞：ジョージ・A・ホワイティング,堀内敬三,鈴木けいすけ
作曲：ウォルター・ドナルドソン
ポピュラー・ソングをフラカン風にカバー。
2. 紅色の雲 (5:03)
作曲：グレートマエカワ・鈴木けいすけ
3. 雨よ降れ (3:36)
作曲：竹安堅一・鈴木けいすけ
4. 積もった抜け毛に火をつけろ (4:21)
作曲：グレートマエカワ・鈴木けいすけ
5. 夢の列車 (8:36)
作詞：鈴木けいすけ・グレートマエカワ
作曲：フラワーカンパニーズ
6. 酒と女とバクチと自由 (4:16)
作曲：竹安堅一・鈴木けいすけ
7. ブラン・ニュー・エアコン (4:07)
作曲：鈴木けいすけ
同時発売の1stシングルのカップリング曲。
シングルとは別バージョン。
8. ダイヤモンド (4:44)
作曲：グレートマエカワ・鈴木けいすけ
9. 孤高の英雄 (3:59)
作曲：鈴木けいすけ
同時発売の1stシングル曲。
表記はないがシングルバージョンとは異なり、アウトロのフェードアウトが長くなっている。
10. 復活の日 (3:53)
作曲：グレートマエカワ・鈴木けいすけ
11. さわるな (6:37)
作曲：フラワーカンパニーズ

### 参加者
- ピアノ：波多良寛
- オルガン：松崎雄一

## フラカンのマイ・ブルー・ヘヴン+5
解説
2nd album「フラカンのマイ・ブルー・ヘブン」に、ボーナス・トラックとしてカバー音源、過去のライブ音源を収録した再発アルバム。全曲リマスタリング音源。

### 収録内容
- 1～11：上記収録内容と同じ
- 12. 東京ワッショイ (4:58)

作詞・作曲：遠藤賢司　遠藤賢司トリビュート「プログレマン」より。
- 13. 酒と女とバクチと自由（神戸チキン・ジョージ '96.3.27） (4:35)
- 14. 積もった抜け毛に火をつけろ（新潟O-DO in JUNK BOX '96.4.19) (4:08)
- 15. 今池の女（新潟O-DO in JUNK BOX '96.4.19) (6:45)
- 16. さわるな（仙台ヤマハ・ホール'96.4.5） (5:52)